# 押松丸
押松丸（おしまつまる、生没年不詳）は、鎌倉時代の人物。藤原秀康の従者。

## 略歴
押松丸は後鳥羽上皇の使者で、承久3年5月15日（1221年6月6日）に発せられた「義時追討の宣旨」を持ち、三浦胤義の密使と共に鎌倉へ赴いたが、葛西谷で捕らえられた。5月27日（6月18日）、北条義時は押松丸に返書を持たせて京都へ帰らせた。
6月1日（6月22日）、京都に着いた押松丸は御所に参上。周囲からは義時を討ったかと期待されるも、院宣が奪われて鎌倉から大軍が攻めてくることを告げると公卿らは驚き慄いたと言う。

## 関連作品
- 鎌倉殿の13人（2022年、NHK大河ドラマ、演：矢柴俊博[注釈 1]）